# 仙台市立片平丁小学校
仙台市立片平丁小学校（せんだいしりつ かたひらちょうしょうがっこう）は、宮城県仙台市青葉区片平一丁目にある公立小学校である。2021年の児童数は541人、19学級、教職員32人。

## 概要
1873年の創立、1876年から1879年には育才小学校と称した。
仙台市都心部に位置し、学区内に仙台高等裁判所、東北大学（片平キャンパス）を抱える。
仙台市立五橋中学校の学区域となるため、卒業生の大半が同校に進学する。
2023年に創立150周年を迎える。

## 校歌
作詞：土井晩翠・作曲：大槻 貞一
校歌は、1914年（大正3年）3月に制定されたもので、5番まである比較的長いものである。今日歌うには不適切な箇所があるため4番は割愛されることが多い。日常的に歌われるのは1番のみで、運動会等では1から3番までが歌われる。

## 沿革
1868年（明治元年）岡千仭が現所在地に開いた麟経堂（りんけいどう）の流れを汲む。
学制に基づき小学校が設置された1873年（明治6年）に、第7大学区第1中学区第5小学区の小学校として設けられ、教員2人、生徒は男531人、女95人の計626人いた。
1876年（明治9年）に仙台区の小学校が一斉に地名を廃して雅称を校名にしたとき、育才小学校と名付けられた。
1879年（明治12年）に元に戻ってからは「小学校」の部分が制度変化で改められただけである。
1910年（明治43年）には教員15人、児童917人がいた。
- 1873年（明治6年）6月27日 - 五番小学校として創立・開校する。
- 1874年（明治7年）- （初代）片平丁小学校へ改称する。
- 1876年（明治9年）4月 - 育才小学校へ改称する。
- 1879年（明治12年）2月 - 再度（旧）片平丁小学校へ改称する。
- 1880年（明治13年）- 裁縫科を設置する。
- 1880年（明治13年）- 川内亀岡支校を開設する。
- 1884年（明治17年）- 校地を拡張し、現在に至る。
- 1885年（明治18年） - 南町支校を開設する。
- 1886年（明治19年）9月 - 片平丁尋常小学校に改称する。（指導教科：修身・読方・作文・習字・算術・唱歌・体操・図画・裁縫）
- 1899年（明治34年）- 両親参観を開始する。これは仙台市内では初の取り組みである。
- 1901年（明治34年）- 保護者懇談会を創設する。これは宮城県下初の取り組みである。
- 1903年（明治36年）- 朝礼会を開始する。
- 1905年（明治38年）4月 - 片平丁尋常高等小学校に改称し、高等科を併設する。
- 1908年（明治41年）4月 - 片平丁尋常小学校に改称する。（指導教科：修身・国語・算術・歴史・地理・理科・図画・唱歌・体操・裁縫）
- 1910年（明治43年）- 校名旗を作成する。
- 1911年（明治44年） - 第1回卒業児童の記念旅行を行う。（於：松島）
- 1914年（大正3年）- 校歌を制定し、第1回上巳文芸会を開催する。
- 1914年 - 児童保護者会を創立する。
- 1914年（大正3年）- 第1回：夏季林間教養所開を開設する。
- 1915年（大正4年）- 第1回：端午演技会を挙行する。
- 1922年（大正11年） - 野蒜海浜教養園を開設。
- 1931年（昭和6年） - 肝油の服用を開始する。
- 1934年（昭和9年）10月 - 仙台市立向山小学校の新設に伴い、学区に居住する児童が転出する。
- 1938年（昭和13年） - 「麟経堂の碑」を建立する。
- 1939年（昭和14年） - 講堂が落成する。
- 1941年（昭和16年）4月1日 - 国民学校令により、仙台市立片平丁国民学校へ改称する。（指導教科：修身・国語・歴史・地理・算数・理科・体操、武道・音楽・図画・工作・裁縫）
- 1944年（昭和19年） - 北校舎2階建1棟を焼失する。
- 1945年（昭和20年） - 北校舎が復興により落成し、東二番丁小学校に東校舎を一部貸与する。
- 1946年（昭和21年） - 戦災により13学級に縮小する。
- 1947年（昭和22年）4月1日 - 学校教育法（旧法）施行により、仙台市立片平丁小学校に改称し、立町小学校に西校舎を一部貸与する。（指導教科：国語・社会・算数・理科・音楽・図画工作・体育・家庭）
- 1947年（昭和22年） - 父母教師会（PTA）を創立する。
- 1948年（昭和23年） - 火災のため全校舎を焼失する。
- 1951年（昭和26年）2月13日 - この日から、仙台市内(当時)の全小学校31校で、完全給食開始[6]。
- 1953年（昭和28年） - 創立80周年記念式典を挙行する。
- 1955年（昭和30年） - 理科教育研究指定校に指定される。
- 1957年（昭和32年） - PTA運営優良校として表彰を受ける。
- 1959年（昭和34年） - 教育課程研究指定校に指定される。
- 1962年（昭和37年） - 片平鼓笛隊を創設する。
- 1963年（昭和38年） - 放送教育研究指定校
- 1964年（昭和39年） - 校歌歌碑を同窓生より贈られる。
- 1966年（昭和41年） - 同窓会総会を開催する。
- 1968年（昭和43年） - 創造性研究指定校に指定される。
- 1971年（昭和46年） - 校内テレビ開局記念放送が放送される。
- 1973年（昭和48年） - 創立100周年記念式典を挙行する。
- 1975年（昭和50年） - 文部省研究指定校（社会科部門）に指定される。
- 1977年（昭和52年） - 仙台市教育委員会指定の公開授業を開く。（於：社会科）
- 1978年（昭和53年） - 北海道白老小学校と姉妹校提携を締結する。
- 1981年（昭和56年） - 文部省・小学校教育課程調査研究指定校に指定される。（於：社会科）
- 1983年（昭和58年） - 創立110周年記念式典を挙行する。
- 1983年（昭和58年） - 社会科自主研究を公開する。
- 1985年（昭和60年） - PTA新聞第100号を発行する。
- 1985年（昭和60年） - PTAが文部大臣より表彰を受ける。
- 1986年（昭和61年） - 仙台市博物館の利用学習協力校に指定される。
- 1987年（昭和62年） - 歯の衛生モデル校に指定される。
- 1987年（昭和62年） - 吹奏楽コンクールに於いて県大会に出場し、金賞を受賞する。
- 1988年（昭和63年） - PTA新聞が仙台市コンクールに於いて最優秀賞を受賞する。
- 1990年（平成2年） - ボランティア活動普及事業協力指定校に指定される。
- 1990年（平成2年） - 社会科が全国大会の会場校に指定される。
- 1992年（平成4年） - 教育課程推進協力校に指定される。（於：社会科）
- 1992年（平成4年） - 市教委より仙台市博物館利用学習協力校に指定される。
- 1993年（平成5年） - 創立120周年記念式典が挙行される。
- 1993年（平成5年） - 片平ミニバスケット男女チームが全国大会に出場する。
- 1993年（平成5年） - ASEAN諸国から教育視察に訪れた一行が訪問する。
- 1994年（平成6年） - 照明設備の改良工事が実施される。
- 1994年（平成6年） - 朝のマラソンを開始する。
- 1995年（平成7年） - 才能開発実践教育賞の贈呈式が挙行される。
- 1996年（平成8年） - 教育工学全国大会が挙行される。
- 1996年（平成8年） - マーチング演奏（於：全日本バレーボール大会）を行う。
- 1997年（平成9年） - マーチングバンドが第47回全国植樹祭に参加する。
- 1997年（平成9年） - ヘルシンキ子供会歓迎集会に参加する。
- 1997年（平成9年） - アメリカ・チャペラルミドルスクール国際交流授業参観に参加する。
- 1998年（平成10年） - ヘルシンキ市都市計画委員会の学校を訪問する。
- 1998年（平成10年） - プレハブ校舎を解体する。
- 1998年（平成10年） - 卒業記念講演（西澤 潤一先生）を挙行する。
- 1999年（平成11年） - ヘルシンキこどもテレビ電話会議を実施する。
- 1999年（平成11年） - 学校名表示板の除幕式を挙行する。
- 2000年（平成12年） - 仙台市教育委員会の研究指定公開研究会を実施する。
- 2000年（平成12年） - 新体育館が完成する。
- 2001年（平成13年） - 校内マラソンを開始する。
- 2001年（平成13年） - コンピューターの設備を更新する。
- 2002年（平成14年） - 学校評議会を設置する。
- 2003年（平成15年） - 校舎の耐震補強工事を施工する。
- 2004年（平成16年） - 第1回県学力状況調査を実施する。
- 2004年（平成16年） -  東北大学の出前授業を行う。
- 2004年（平成16年） - 校舎東コンクリート工事を実施する。
- 2005年（平成17年） - 西門の補修工事を実施する。
- 2005年（平成17年） - 太陽の子のモニュメントを塗装する。
- 2006年（平成18年） - 東北地区：算数数学研究大会・宮城大会の会場に指定される。
- 2007年（平成19年） - 西側トイレを改修する。
- 2008年（平成20年） - 校庭の芝生化工事を完了する。（市内唯一）
- 2008年（平成20年） - 市長を迎えてのオープニング式典を挙行する。
- 2008年（平成20年） - コンピューター設備を更新する。
- 2009年（平成21年） - 教育センター調査研究共同研究指定校に指定される。

## 著名な出身者
- 一力遼（囲碁棋士・2020年、河北新報社に入社し、東京支社で記者活動も行う。下述の健治郎は、高祖父にあたる。）
- 志賀潔（細菌学者）
- 一力健治郎（実業家・河北新報社創設者）
- 相馬黒光（小説家・実業家・新宿中村屋創設者）
- 野副鉄男（化学者）
- 西澤潤一（工学者・東北大学総長、岩手県立大学学長、首都大学東京学長を歴任）
- 大河内一男（経済学者・一時在籍）
- 宮津純一郎（元NTT社長・一時在籍）
- 愛知治郎 - 衆議院議員
- 安房直子 - （児童文学作家・一時在籍）

## 姉妹校
- 白老町立白老小学校[7]